# Scopula caeria
Scopula caeria là một loài bướm đêm trong họ Geometridae.